# Kari Ylianttila
Kari Sakari Ylianttila [kári sákari ülianttila], finski smučarski skakalec in trener, * 28. avgust 1953, Rovaniemi. 

## Skakalna kariera
Prvič je nastopil leta 1971 na Novoletni turneji v Innsbrucku. Leta 1978 je Novoletno turnejo tudi osvojil, potem ko je zmagal na tekmi v Bischofshofnu.
Po tem uspehu se skakalnemu vrhu ni več približal, zato je po sezoni 1981/82 končal tekmovalno kariero.

## Trenersko delo
Nato se je posvetil trenerskemu delu, v letih 1987 do 1994 je bil glavni trener finske reprezentance, ki je na čelu z izjemnim Mattijem Nykänenom osvajala najvišja mesta tako v svetovnem pokalu kot tudi na svetovnih prvenstvih.
Leta 1994 je prevzel delo glavnega trenerja v ameriški reprezentanci z nalogo, da sestavi čim bolj konkurenčno ekipo za olimpijske igre v Salt Lake Cityju leta 2002. To mu je delno tudi uspelo s skakalcema Alanom Albornom ter Clintom Jonesom. Alborn je dosegel najboljšo ameriško uvrstitev v svetovnem pokalu po Miku Hollandu, saj je bil v sezoni 2001/02 četrti in šesti na tekmah v Engelbergu. Uvrstitev skakalcev na olimpijskih igrah sta bili 11. mesti Alborna na srednji skakalnici ter ekipe na veliki skakalnici.
V sezoni 2004/05 je bil glavni trener švedske reprezentance, nato pa je prevzel japonsko ekipo, z nalogo, da pomladi reprezentanco, saj so v njej nastopali sami veterani kot so Noriaki Kasai, Kazujoši Funaki in Takanobu Okabe. Na čelu Japoncev je bil pet let, vse do leta 2010. 

## Trenerska kariera
| Ekipa    | Leta      |
| -------- | --------- |
| Finska   | 1987–1994 |
| ZDA      | 1994–2004 |
| Švedska  | 2004–2005 |
| Japonska | 2005–2010 |